# 山崎怜奈
山崎 怜奈（やまざき れな、1997年5月21日 - ）は、日本のタレント、ラジオパーソナリティであり、女性アイドルグループ乃木坂46の元メンバーである。東京都江戸川区出身。マウントケープ所属。郁文館中学校・高等学校、慶應義塾大学環境情報学部卒業。

## 略歴

### 乃木坂46時代（2013年 - 2022年7月）

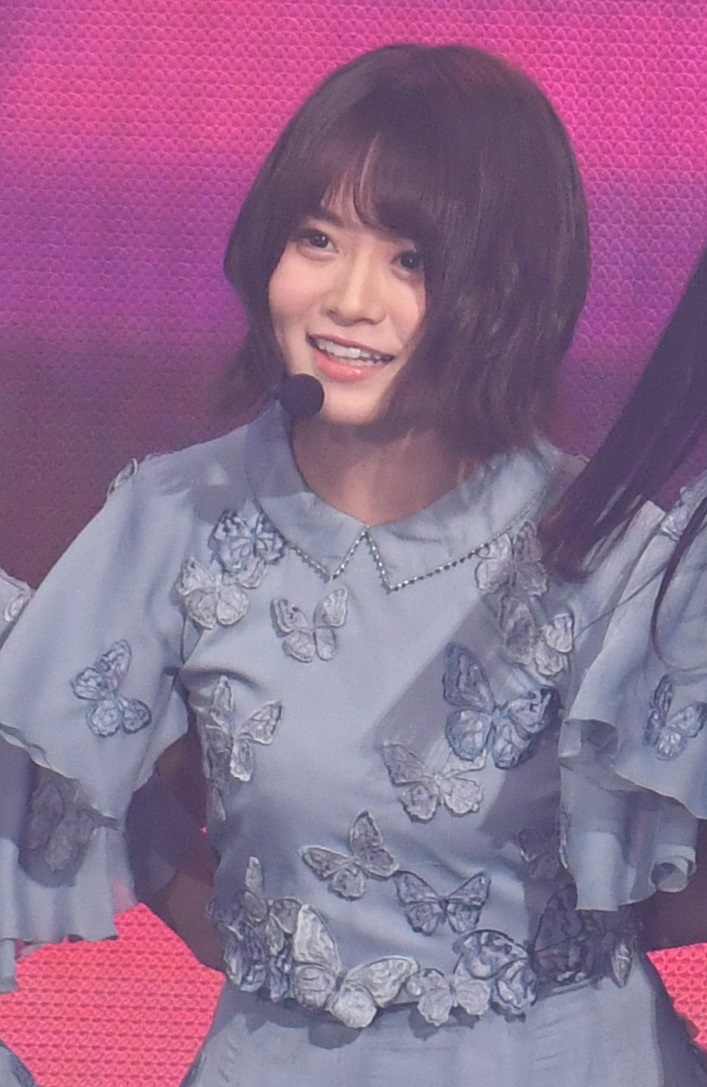
第14回 KKBOX MUSIC AWARDSにて
（2019年1月26日 台北アリーナ）

2013年3月28日、乃木坂46の2期生オーディション（応募総数1万6302人中、最終合格者14名）に合格して加入。
同年5月10日、赤坂ACTシアターで行われた劇場公演『16人のプリンシパル deux』の昼公演で乃木坂46の2期生として披露された。中学時は国立大学を目指すガリ勉少女で芸能界は興味がなく、オーディション用紙も親が送った。学業成績が学年1位と2位の生徒は奨学金による学費免除規定があり、中2から高1まで該当した。中学3年間の総合成績が学年1位で、当該年度「成績最優秀賞」として校内講堂に記される。
2015年2月22日、『乃木坂46 3rd YEAR BIRTHDAY LIVE』（西武ドーム）で正規メンバーに昇格。同年6月30日、学業に専念するため12thシングルの活動休止を発表した。
2016年3月2日、慶應義塾大学への進学を公表。
2018年3月31日、ラジオ番組『金つぶ』（bayfm）のアシスタントMCに決定。
2019年5月9日、ひかりTVチャンネル＋で自身の冠番組『乃木坂46山崎怜奈 歴史のじかん』の放送を開始、同年11月7日からラジオ番組『チュウモリ木曜日推シマシ』（CBCラジオ）内のコーナー「乃木坂46 山崎怜奈の『推しの1コマ』」にレギュラー出演。
2020年3月23日、公式ブログで同大学卒業を公表した。同年5月28日、『乃木坂46山崎怜奈 歴史のじかん』が最終回を迎えたが、その後番組として8月29日からは『乃木坂46山崎怜奈とおはつちゃん』が放送開始。同年10月1日、TOKYO FMの生放送ワイド昼帯番組『山崎怜奈の誰かに話したかったこと。』（月 - 木、13:00 - 14:55）が放送を開始した（山崎自身がパーソナリティを務める）。帯番組のレギュラー就任はメンバーでは初めて。同月6日、江戸川区の共生社会のあり方などを議論する会議体「えどがわ未来カンファレンス」（座長：斉藤猛江戸川区長）の委員に選出された。同月12日から『東京GOOD!』（テレビ東京、月曜 21時54分 - ）にレギュラー出演する。
2021年2月10日、初の書籍として歴史本『歴史のじかん』を幻冬舎より発売した。本作はひかりTVチャンネル＋で過去に放送された冠番組『乃木坂46山崎怜奈 歴史のじかん』を基に執筆された。同年6月9日発売の27thシングル「ごめんねFingers crossed」のカップリング楽曲「錆びたコンパス」で、自身初となるセンターを務めた。同年8月6日、マガジンハウス『Hanako』のWeb版Hanako.tokyoにて、エッセイ『山崎怜奈の「言葉のおすそわけ」』の連載を開始した。
2022年6月13日、『山崎怜奈の誰かに話したかったこと。』（TOKYO FM）の番組内で、同年7月17日をもって乃木坂46を卒業することを発表した。同年8月22日、乃木坂46公式サイト内の公式ブログが閉鎖。

### 乃木坂46卒業後（2022年7月18日 - ）
2022年7月18日、公式Twitterを開設。同年9月1日、鳥取県が特産であるカニのPR及び消費拡大を目的に実施している『蟹取県ウェルカニキャンペーン』の蟹取県アンバサダー（宣伝大使）に就任した。同月19日、『ザキオカ×スクランブル』（CBCラジオ、2022年10月1日放送開始 毎週土曜16:15 - 16:45）にレギュラー出演することが発表された。同月23日、『今村翔吾×山崎怜奈の言って聞かせて』（朝日放送ラジオ、29日スタート 毎週木曜 深1:30 - 2:00）の放送開始が発表された。同月28日、タクシー内新情報番組『HEADLIGHT』（2022年10月3日放映開始）のMCに就任することが発表された。同月末をもって乃木坂46合同会社を退所した。同年11月4日、東京都の「歴史・文化を軸にした東京の魅力発信に係る懇談会（第1回）」にメンバーとして参加した。
2023年2月14日、マウントケープと専属マネジメント契約を締結したことを発表。公式ウェブサイトとファンクラブを開設した。同年3月16日、自身初のフォトエッセイ『山崎怜奈の言葉のおすそわけ』をマガジンハウスより発売。本書はHanako.tokyoにて掲載中の同名連載に、書籍オリジナルコンテンツを加えたフォトエッセイとなっている。
2025年6月29日放送の 早口言葉日本一決定戦「極舌」優勝。

## 人物・エピソード
- 一人っ子である[37]。
- ４才頃に東京ディズニーランドに父に連れられ毎週通っていた。
- 愛称は「れなち[38]」「れなちさん[39]」「ザキさん」などがあるが[40]、関係者からの愛称が非常に多く、本人曰く、2018年2月時点で30個を超えている（「れなっさん[39]」「ザキ[41]」「ザキち[39]」「ざきっち[42]」「ざきちゃん[42]」「ざきちょん[42]」「ざきんちょ[42]」「ざきやまちゃん[38]」など）。CBCラジオ「#むかいの喋り方」内では、TOKYO FMでワイド番組のパーソナリティーを務めているということで「帯姉」と呼ばれている[43]。
- 2020年10月、世界遺産検定２級を取得[44]。
- 大学時代に中国語の習得を始め、「乃木坂46が中国でライブを出来るようになった時、グループの役に立ちたい」との理由から[45]、HSK（漢語水平考試）３級を取得した。
- 乃木坂46随一の歴女として知られ[46]、NHK大河ドラマや歴史小説が好きである。高校の教科書は２冊買い、１冊の余白には登場人物の相関図などを書き込み、ドラマ感覚で学んだ。坂本龍馬[47]、蒲生氏郷、渋沢栄一などが好きだと公言している。
- クイズを趣味としており、「クイズプレゼンバラエティー Qさま!!」（テレビ朝日）をはじめとするクイズ番組にたびたび出演している。

### 交友関係
設楽統・日村勇紀（バナナマン）：乃木坂46の冠バラエティ番組『乃木坂って、どこ?』→『乃木坂工事中』のMC。山崎を含む乃木坂46 2期生とバナナマンが初めて共演したのは2013年5月19日の『乃木坂って、どこ?』内の「2期生初登場！バナナマンがキャラ発掘」回。『山崎怜奈の誰かに話したかったこと。』放送開始以降は『乃木坂工事中』と収録が被ることが多くなってしまったが、山崎には内緒で『山崎怜奈の誰かに話したかったこと。』の番組開始1周年にお祝いのコメントを出した。
山崎が『乃木坂工事中』最後の出演となった#369「乃木坂46 キメ顔グランプリ②」において設楽から「乃木坂っていう看板が外れても全然大丈夫なメンバーの1人」とのエールが送られた。さらにバナナマンから山崎にちなんだプレゼントを贈り、山崎も大事に飾っている。『バナナマン日村が歩く! ウォーキングのひむ太郎』（BS朝日）の2022年8月9日放送回で日村がエフエム東京（TOKYO FM）付近を散歩した際に山崎及び『山崎怜奈の誰かに話したかったこと。』についてふれ『バナナマン日村が歩く！ウォーキングのひむ太郎』公式Twitterでも山崎に対してコメントを投稿している。
市來玲奈（日本テレビアナウンサー、元乃木坂46 1期生）：乃木坂46加入後は先輩・後輩の間柄ではあったが、市來が乃木坂46卒業後は友人として交流している。日テレNEWS公式YouTubeチャンネルで共演したり、佐藤満春（どきどきキャンプ）がパーソナリティーを務める『佐藤満春のジャマしないラジオ』（InterFM）に山崎が2022年8月18日にゲスト出演した際に投稿メールを送っている。
井上小百合（女優、元乃木坂46 1期生）：乃木坂46加入前は友人関係であったが、乃木坂46加入後は先輩・後輩の間柄になり、井上の卒業後は再び友人関係になった。
堀井美香（フリーアナウンサー、元TBSアナウンサー）：大学時代、たまたま話しかけた生徒が堀井氏の娘だったことをきっかけに、家族ぐるみの付き合いをしている。
森谷佳奈（山陰放送アナウンサー）：山陰放送（BSSラジオ）『森谷佳奈のはきださNIGHT!』のパーソナリティーとリスナーの間柄で互いの番組にゲスト出演している。森谷が「第59回（2021年度）ギャラクシー賞 ラジオ部門 DJ パーソナリティ賞」を受賞した際には贈賞式にてお祝いのコメントを出した。贈賞式の翌日に森谷がTOKYO FMを訪問して山崎と初対面を果たしている。

### ラジオパーソナリティー
自他共に認めるラジオ好きであり、大学受験時にradikoプレミアムに課金して全国のラジオ番組を聴いている。「ナガオカ×スクランブル」（CBCラジオ2019年9月終了）のヘビーリスナーで番組に度々メッセージを投稿しゲスト出演しており後に始まった自身の番組「ザキオカ×スクランブル」へと繋がる。また「森谷佳奈のはきださNIGHT!」（BSSラジオ）、「＃むかいの喋り方」（CBCラジオ）、「おとなりさん」（文化放送）などにもゲスト出演している。
TOKYO FMの生放送ワイド昼帯番組『山崎怜奈の誰かに話したかったこと。』の放送開始以降、ラジオパーソナリティとしても広く注目されるようになった。
『ジェーン・スー 生活は踊る』（TBSラジオ）のパーソナリティを務めるジェーン・スーからは「ラジオに愛されることが決定した声」、『有吉弘行のSUNDAY NIGHT DREAMER』(JFN) のパーソナリティを務める有吉弘行からは「上手にやる」「勉強したいぐらい」、『SHONAN by the Sea』（FMヨコハマ）のパーソナリティを務める秀島史香からは2022年6月22日『山崎怜奈の誰かに話したかったこと。』の14時台ゲストコーナー出演後に更新した自身のブログにて「自分の言葉で話すことに向き合っている方は、かっこいいな」と評している。
『山崎怜奈の誰かに話したかったこと。』内のゲストコーナー企画「ラジオフレンズWEEK」では他局のラジオパーソナリティをゲストに招いて交流している。

## 作品

### シングル
乃木坂46
- ボーダー（2015年3月18日、SRCL-8786） - EAN 4988009104614。
- 嫉妬の権利（2015年10月28日、SRCL-8910/6） - EAN 4988009116747。
- 不等号（2016年3月23日、SRCL-9032/3） - EAN 4988009125503。
- シークレットグラフィティー（2016年7月27日、SRCL-9145/6） - EAN 4988009131429。
- ブランコ（2016年11月9日、SRCL-9260/1） - EAN 4547366278873。
- 風船は生きている（2017年3月22日、SRCL-9374/5） - EAN 4547366297539。
- アンダー（2017年8月9日、SRCL-9491/2） - EAN 4547366319163。
- ライブ神（2017年8月9日、SRCL-9493/4） - EAN 4547366319170。
- My rule（2017年10月11日、SRCL-9576/7） - EAN 4547366330335。
- 新しい世界（2018年4月25日、SRCL-9784/5） - EAN 4547366354157。
- スカウトマン（2018年4月25日、SRCL-9786/7） - EAN 4547366354164。
- 三角の空き地（2018年8月8日、SRCL-9913/4） - EAN 4547366369465。
- 日常（2018年11月14日、SRCL-9976/7） - EAN 4547366382044。
- 滑走路（2019年5月29日、SRCL-11186/94） - EAN 4547366406672。
- 〜Do my best〜じゃ意味はない（2019年9月4日、SRCL-11266/7） - EAN 4547366418606。
- アナスターシャ（2020年3月25日、SRCL-11462/3） - EAN 4547366444209。
- 世界中の隣人よ（2020年5月25日）[78]
- 口ほどにもないKISS（2021年1月27日、SRCL-11682/3） - EAN 4547366487251。
- 錆びたコンパス（2021年6月9日、SRCL-11842/3） - EAN 4547366507317。
- マシンガンレイン（2021年9月22日、SRCL-11880/1） - EAN 4547366522303。
- 他人のそら似（2021年9月22日、SRCL-11888） - EAN 4547366522334。
- 届かなくたって…（2022年3月23日、SRCL-12104/5） - EAN 4547366549072。

こじ坂46
- 風の螺旋（2014年11月26日、KIZM-90317/8） - EAN 4988003460884。

### アルバム
乃木坂46
- 透明な色（2015年1月7日、SRCL-8662/7） - EAN 4988009099934。
- それぞれの椅子（2016年5月25日、SRCL-9078/86） - EAN 4988009128580。
- 生まれてから初めて見た夢（2017年5月24日、SRCL-9437/44） - EAN 4547366307825。
- 僕だけの君〜Under Super Best〜（2018年1月10日、SRCL-9630/7） - EAN 4547366336214。
- 今が思い出になるまで（2019年4月17日、SRCL-11140/7） - EAN 4547366401325。
- Time flies（2021年12月15日、SRCL-12020/30） - EAN 4547366534184。

### 映像作品
- 2期生紹介③（2013年11月27日） - EAN 4988009087900。
- 研究生×山田篤宏 part3（2014年7月9日） - EAN 4988009094236。
- NOGIBINGO!2（2014年9月12日） - EAN 4988021299015。
- 研究生 part 2（2014年10月8日） - EAN 4988009097268。
- 研究生（2015年3月18日） - EAN 4988009104591。
- AKB48 リクエストアワーセットリストベスト1035 2015（2015年4月30日） - EAN 4580303213667。
- 乃木坂46 2ND YEAR BIRTHDAY LIVE 2014.2.22 YOKOHAMA ARENA（2015年6月17日） - EAN 4988009110134。
- NOGIBINGO!4（2015年10月16日） - EAN 4988021729734。
- 山崎怜奈（2015年10月28日） - EAN 4988009116754。
- 悲しみの忘れ方 Documentary of 乃木坂46（2015年11月18日） - EAN 4988104099327。
- NOGIBINGO!5（2016年2月19日） - EAN 4988021729871。
- 山崎怜奈（2016年3月23日） - EAN 4988009124919。
- 乃木坂46 3rd YEAR BIRTHDAY LIVE 2015.2.22 SEIBU DOME（2016年7月6日） - EAN 4988009129518。
- NOGIBINGO!6（2016年9月30日） - EAN 4988021714662。
- 乃木坂46 4th YEAR BIRTHDAY LIVE 2016.8.28-30 JINGU STADIUM（2017年6月28日） - EAN 4547366310627。
- NOGIBINGO!7（2017年8月4日） - EAN 4988021715294。
- 乃木坂46 5th YEAR BIRTHDAY LIVE 2017.2.20-22 SAITAMA SUPER ARENA（2018年3月28日） - EAN 4547366344523。
- 乃木坂46 真夏の全国ツアー2017 FINAL! IN TOKYO DOME（2018年7月11日） - EAN 4547366363999。
- NOGIBINGO!9（2018年10月19日） - EAN 4988021147392。
- 乃木坂46 6th YEAR BIRTHDAY LIVE 2018.07.06-08 JINGU STADIUM&CHICHIBUNOMIYA RUGBY STADIUM（2019年7月3日） - EAN 4547366411270。
- いつのまにか、ここにいる Documentary of 乃木坂46（2019年12月25日） - EAN 4988104123695。
- 乃木坂46 7th YEAR BIRTHDAY LIVE 2019.2.21-24 KYOCERA DOME OSAKA（2020年2月5日） - EAN 4547366438956。
- 乃木坂46 8th YEAR BIRTHDAY LIVE 2020.2.21-24 NAGOYA DOME（2020年12月23日） - EAN 4547366482812。
- NOGIZAKA46 Mai Shiraishi Graduation Concert 〜Always beside you〜（2021年3月10日） - EAN 4547366491104。
- 乃木坂46 9th YEAR BIRTHDAY LIVE 5DAYS（2022年6月8日） - EAN 4547366541441, EAN 4547366541465。
- 乃木坂46 真夏の全国ツアー2021 FINAL! IN TOKYO DOME（2022年11月16日） - EAN 4547366576009, EAN 4547366576016。
- 乃木坂46 10th YEAR BIRTHDAY LIVE（2023年2月22日） - EAN 4547366594324, EAN 4547366594447。
- さ〜ゆ〜Ready?さゆりんご軍団ライブ/松村沙友理 卒業コンサート（2023年4月26日）[79]
- 生田絵梨花 卒業コンサート（2023年4月26日）[79]

## 出演

### テレビ

#### バラエティ
- クイズプレゼンバラエティー Qさま!!（2018年4月 - 　テレビ朝日）準レギュラー
- 趣味どきっ! 京都・江戸 魔界めぐり（2019年8月6日 - 9月10日、NHK Eテレ）レギュラー[80]
- 東京GOOD!（2020年10月12日 - 2021年6月28日、テレビ東京）レギュラー[22]
- 通販だけ生活（2021年4月2日 - 6月25日、テレビ朝日）MC[81]
- 春菜ザキさんのタダの通販じゃねーよ!（2021年7月2日 - 2022年9月25日、テレビ朝日）MC[82][83]
- 偉人の年収 How much?（2023年4月3日 - 、NHK Eテレ）MC[注 3]
  - 〜浮世絵師 葛飾北斎〜（2022年8月26日）[85]
- ニュースそこだけファイル（2022年9月21日・2023年4月7日、TBS）[86][87]
- 持ち寄り謎Q殿（2022年9月24日、テレビ朝日）[88]
- 謎解き!伝説のミステリー〜鎌倉時代の謎がわかる13の神社仏閣SP〜（2022年10月5日、テレビ朝日）[89]
- 芸能人が考えた意味がわかると〇〇ドラマ（2023年1月4日、テレビ朝日）[90]
- 新しいカギ（2023年1月14日 - 、フジテレビ）「高校生クイズ何問目？」公式サポーター
- ザ！世界仰天ニュース（2023年3月28日、日本テレビ）不定期出演
- あの本、読みました?（2023年11月2日 - 23日、BSテレ東）アシスタント[91]

#### 報道番組
- ウェークアップ（読売テレビ）不定期出演[92][93][94]　→　週替わりパートナー（2024年4月6日 - 2025年3月29日）[95]
- 選挙の日2022 私たちの明日（2022年7月10日、TBS）[96]
- サンデージャポン（2022年11月27日 - 、TBS）- 不定期出演
- 報道の日2022（2022年12月18日、TBS）[97]
- Mr.サンデー （2023年3月26日 - 、フジテレビ・関西テレビ）不定期出演[98]
- ドデスカ!（2023年4月15日 - 、メ〜テレ）不定期出演[99][100]
- テレビ派 沿線遺産 呉市特別編ゲスト（2024年3月18日 - 3月22日、広島テレビ）[101]
- DayDay.（2024年5月27日 - 、日本テレビ）- 不定期出演[102]
- 堀潤 Live Junction（2024年10月28日 - 、TOKYO MX）- 不定期出演[103]
- 堀潤激論サミット（2024年10月28日 - 、TOKYO MX）- 不定期出演

#### 教育番組
- NHK高校講座 世界史探究（2024年4月3日[注 4] - 2025年2月19日、NHK Eテレ）MC[105]
- 新美の巨人たち（2024年4月6日、テレビ東京）
- 歴史探偵 吉田松陰の教育力（2025年4月2日、NHK総合）
- 芸能きわみ堂（2025年5月30日、NHK Eテレ）

#### ドラマ
- 特集ドラマ「ダーウィンが行く!?」（2024年8月20日、NHK総合） - 遠坂美空 役[106]

### ラジオ
- 金つぶ（2018年4月6日 - 2020年9月25日、bayfm）アシスタントMC[107]
- 乃木坂46 山崎怜奈の『推しの1コマ』（2019年11月7日 - 2022年7月14日、CBCラジオ）チュウモリ木曜日「推シマシ」内パーソナリティ[16]
- 山崎怜奈の誰かに話したかったこと。（2020年10月1日 - 、TOKYO FM）パーソナリティ[20][108]
- 今村翔吾×山崎怜奈の言って聞かせて（2022年9月29日 - 、朝日放送ラジオ）パーソナリティ[109]
- ザキオカ×スクランブル（2022年10月1日 - 、CBCラジオ）パーソナリティ[30]

### Web番組
- 乃木坂46山崎怜奈 歴史のじかん（2019年5月9日 - 2020年5月28日、ひかりTVチャンネル＋）MC[110][18]
- 乃木坂46山崎怜奈とおはつちゃん（2020年8月29日 - 2021年2月20日、ひかりTVチャンネル＋）MC[19]
- ABEMA Prime（2022年10月12日 - 、ABEMA）日替わりMC、不定期出演[111]
- 山崎怜奈の#ダレマナ 〜誰かに学びたかったこと〜（2022年12月8日 - 2023年3月16日、GYAO!）[112]
- VSプレゼン（2023年12月14日 - ）[113]
- へりくつ王は恥をかく（2025年3月20日、 ABEMA ）
- 愛のハイエナ（2025年4月1日、 ABEMA）
- FC町田ゼルビアをつくろう〜ゼルつく〜（2025年6月23日・7月7日、 ABEMA）

### 舞台
- じょしらく（2015年6月19日 - 21日・24日・28日、AiiA 2.5 Theater Tokyo）暗落亭苦来 役[114][115]
- じょしらく弐 〜時かけそば〜（2016年5月13日 - 14日・18日 - 19日・22日、AiiA 2.5 Theater Tokyo）蕪羅亭魔梨威 役[116][117]
- 川谷絵音 presents "独特な人" 第七回公演 『Liar's House』（2024年10月12日、 日本橋三井ホール）[118]

### CM
- S.RIDE株式会社 (2023年4月3日 - )[119]
- 交換できるくん（2023年7月7日 - ）[120]
- 株式会社FCE - FCEプロンプトゲート (2024年3月27日 - )[121]
- 株式会社カーベル（2024年10月1日 - ）[122]
- 眼鏡市場（2025年3月25日 - ）[123]

## 書籍・連載

### 著書
- 歴史のじかん（2021年2月10日、幻冬舎）[23]
- 山崎怜奈の言葉のおすそわけ（2023年3月16日、マガジンハウス）[36]
- まっすぐ生きてきましたが（2025年9月25日発売予定、マガジンハウス）[124]
  - 上記「言葉のおすそわけ」の続編。

### 雑誌
- MARQUEE（マーキー・インコーポレイティド）連載「それってアリ？」[125]
- 「ぬるい地獄を生き抜くために」 - 『文學界』2025年6月号(金原ひとみとの対談)

### Web連載
- 乃木坂46山崎怜奈の「言葉のおすそわけ」（2021年8月6日 - 、マガジンハウス Hanako.tokyo）[126]
- 山崎怜奈と『学び』を考える（2022年1月28日 - 、幻冬舎plus）[127]